# Jōetsu-Linie
| Triebzug der Baureihe 211 bei Minakami |                   |                                    |                                    |
| |                   |                                    |                                    |
| Streckenlänge: | 162,6 km          |                                    |                                    |
| Spurweite: | 1067 mm (Kapspur) |                                    |                                    |
| Stromsystem: | 1500 V =          |                                    |                                    |
| Maximale Neigung: | 20 ‰              |                                    |                                    |
| Streckengeschwindigkeit: | 120 km/h          |                                    |                                    |
| Zweigleisigkeit: | ganze Strecke     |                                    |                                    |
| |                   |                                    |                                    |
| Gesellschaft: | JR East           |                                    |                                    |
| \| \| \| Takasaki-Linie \| 1884– \| \| \| \| Jōshin-Linie \| 1897– \| \| \| 0,0 \| Takasaki (高崎) \| 1884– \| \| \| \| Tōbu Ikaho-Straßenbahn \| \| \| \| \| Shin’etsu-Hauptlinie \| 1885– \| \| \| \| Jōetsu-Shinkansen \| 1982– \| \| \| \| Hokuriku-Shinkansen \| 1997– \| \| \| 2,4 \| Takasakitonyamachi \| Takasakitonyamachi \| \| \| \| (高崎問屋町) \| 2004– \| \| \| \| Ino-gawa \| \| \| \| 4,0 \| Ino (井野) \| 1948– \| \| \| \| Kan’etsu-Autobahn \| \| \| \| 7,3 \| Shin-Maebashi (新前橋) \| 1921– \| \| \| \| Ryōmō-Linie \| 1889– \| \| \| 12,1 \| Gumma-Sōja (群馬総社) \| 1921– \| \| \| 17,7 \| Yagihara (八木原) \| 1921– \| \| \| \| Kan’etsu-Autobahn \| \| \| \| \| Tōbu Ikaho-Straßenbahn \| \| \| \| 21,1 \| Shibukawa (渋川) \| 1921– \| \| \| \| \| \| \| \| \| Agatsuma-Linie \| 1945– \| \| \| \| Tone-Straßenbahn \| \| \| \| \| Tone-gawa \| \| \| \| 27,5 \| Shikishima (敷島) \| 1924– \| \| \| \| \| \| \| \| \| \| \| \| \| \| \| \| \| \| \| \| \| \| \| 30,5 \| Tsukuda (津久田) \| 1948– \| \| \| \| Tone-gawa \| \| \| \| \| \| \| \| \| \| Tanashita-Tunnel (699 m) \| \| \| \| \| Tone-gawa \| \| \| \| \| Tone-Straßenbahn \| \| \| \| 36,3 \| Iwamoto (岩本) \| 1924– \| \| \| \| Iwamoto-Tunnel (465 m) \| \| \| \| \| Maehara-Tunnel (362 m) \| \| \| \| \| \| \| \| \| 41,4 \| Numata (沼田) \| 1924– \| \| \| 46,6 \| Gokan (後閑) \| 1926– \| \| \| \| Kan’etsu-Autobahn \| \| \| \| \| Mizunoe-Tunnel (175 m) \| \| \| \| 53,7 \| Kamimoku (上牧) \| 1928– \| \| \| \| Kohinata-Tunnel (75 m) \| \| \| \| 59,1 \| Minakami (水上) \| 1928– \| \| \| \| \| \| \| \| \| \| \| \| \| \| Tone-gawa \| \| \| \| \| \| \| \| \| \| \| \| \| \| 62,7 \| Yubiso (湯檜曽) \| 1931– \| \| \| \| \| \| \| \| \| 1. Yubiso-Tunnel (1753 m) \| \| \| \| \| \| \| \| \| \| 2. Yubiso-Tunnel (422 m) \| \| \| \| \| \| \| \| \| \| Shin-Shimizu-Tunnel (13.490 m) \| \| \| \| \| 3. Yubiso-Tunnel (946 m) \| \| \| \| \| 4. Yubiso-Tunnel (1540 m) \| \| \| \| 69,3 \| Doai (土合) \| 1936– \| \| \| \| Shimizu-Tunnel (9702 m) \| \| \| \| \| Ausweiche Shigerukura \| 1943–1984 \| \| \| \| \| \| \| \| \| \| \| \| \| \| Kan’etsu-Autobahn \| \| \| \| 80,1 \| Tsuchitaru (土樽) \| 1933– \| \| \| \| \| \| \| \| \| Shinmatsukawa-Tunnel (3130 m) \| \| \| \| \| 1. Matsukawa-Tunnel (1762 m) \| \| \| \| \| 2. Matsukawa-Tunnel (1642 m) \| \| \| \| \| \| \| \| \| \| \| \| \| \| \| \| \| \| \| \| \| \| \| \| \| Uono-gawa \| \| \| \| \| Kan’etsu-Autobahn \| \| \| \| 87,4 \| Echigo-Nakazato (越後中里) \| 1931– \| \| \| \| Kan’etsu-Autobahn \| \| \| \| 91,1 \| Iwappara Skiing Ground \| Iwappara Skiing Ground \| \| \| \| (岩原スキー場前) \| 1933– \| \| \| \| Jōetsu-Shinkansen \| 1982– \| \| \| 94,2 \| Echigo-Yuzawa (越後湯沢) \| 1925– \| \| \| \| \| \| \| \| \| Gala-Yuzawa (ガーラ湯) \| \| \| \| \| \| \| \| \| 100,6 \| Ishiuchi (石打) \| 1925– \| \| \| 104,6 \| Ōsawa (大沢) \| 1949– \| \| \| 105,6 \| Jōetsu International Skiing Ground \| Jōetsu International Skiing Ground \| \| \| \| (上越国際スキー場前) \| 1997– \| \| \| \| Kan’etsu-Autobahn \| \| \| \| 107,9 \| Shiozawa (塩沢) \| 1923– \| \| \| 111,8 \| Muikamachi (六日町) \| 1923– \| \| \| \| Hokuhoku-Linie \| 1997– \| \| \| \| Kan’etsu-Autobahn \| \| \| \| 118,4 \| Itsukamachi (五日町) \| 1923– \| \| \| \| Jōetsu-Shinkansen \| 1982– \| \| \| 123,9 \| Urasa (浦佐) \| 1923– \| \| \| 127,0 \| Yairo (八色) \| 1965– \| \| \| \| Fukuyama-Tunnel (1325 m) \| \| \| \| 132,2 \| Koide (小出) \| 1923– \| \| \| \| Tadami-Linie \| 1942– \| \| \| 134,7 \| Echigo-Horinouchi \| Echigo-Horinouchi \| \| \| \| (越後堀之内) \| 1922– \| \| \| \| Tagawa \| \| \| \| 138,1 \| Kita-Horinouchi (北堀之内) \| 1950– \| \| \| \| Wanatsu-Tunnel (720 m) \| \| \| \| \| Uono-gawa \| \| \| \| \| Jōetsu-Shinkansen \| 1982– \| \| \| \| Nakayama-Tunnel (1165 m) \| \| \| \| \| Iiyama-Linie \| 1927– \| \| \| 142,8 \| Echigo-Kawaguchi (越後川口) \| 1921– \| \| \| \| Ushigashima-Tunnel (432 m) \| \| \| \| \| \| \| \| \| \| \| \| \| \| \| \| \| \| \| 149,4 \| Ojiya (小千谷) \| 1920– \| \| \| \| Enokitōge-Tunnel (641 m) \| \| \| \| 156,6 \| Echigo-Takiya (越後滝谷) \| 1920– \| \| \| \| Shin’etsu-Hauptlinie \| 1898– \| \| \| 162,6 \| Miyauchi (宮内) \| 1898– \| |                   |                                    |                                    |
| Strecke |                   | Takasaki-Linie                     | 1884–                              |
| Strecke · Abzweig geradeaus und von links |                   | Jōshin-Linie                       | 1897–                              |
| U-Bahn-Haltepunkt / Haltestelle Streckenanfang und quer (Strecke außer Betrieb) | 0,0               | Takasaki (高崎)                    | 1884–                              |
| Strecke · Strecke |                   | Tōbu Ikaho-Straßenbahn             | Tōbu Ikaho-Straßenbahn             |
| Strecke · Abzweig geradeaus und nach links · Strecke quer |                   | Shin’etsu-Hauptlinie               | 1885–                              |
| Strecke nach links · Kreuzung geradeaus unten · Abzweig quer und von rechts |                   | Jōetsu-Shinkansen                  | 1982–                              |
| Strecke · Strecke nach links |                   | Hokuriku-Shinkansen                | 1997–                              |
| Haltepunkt / Haltestelle | 2,4               | Takasakitonyamachi                 | Takasakitonyamachi                 |
| Strecke |                   | (高崎問屋町)                       | 2004–                              |
| Brücke über Wasserlauf |                   | Ino-gawa                           | Ino-gawa                           |
| Haltepunkt / Haltestelle | 4,0               | Ino (井野)                         | 1948–                              |
| Strecke mit Straßenbrücke |                   | Kan’etsu-Autobahn                  | Kan’etsu-Autobahn                  |
| Bahnhof | 7,3               | Shin-Maebashi (新前橋)             | 1921–                              |
| Abzweig geradeaus und nach rechts |                   | Ryōmō-Linie                        | 1889–                              |
| Haltepunkt / Haltestelle | 12,1              | Gumma-Sōja (群馬総社)              | 1921–                              |
| Haltepunkt / Haltestelle | 17,7              | Yagihara (八木原)                  | 1921–                              |
| Strecke mit Straßenbrücke |                   | Kan’etsu-Autobahn                  | Kan’etsu-Autobahn                  |
| Kreuzung mit U-Bahn (Querstrecke außer Betrieb) · U-Bahn-Strecke von rechts (außer Betrieb) |                   | Tōbu Ikaho-Straßenbahn             | Tōbu Ikaho-Straßenbahn             |
| Bahnhof · U-Bahn-Haltepunkt / Haltestelle (Strecke außer Betrieb) | 21,1              | Shibukawa (渋川)                   | 1921–                              |
| Strecke · U-Bahn-Abzweig geradeaus und nach links (Strecke außer Betrieb) |                   |                                    |                                    |
| Abzweig geradeaus und nach links · U-Bahn-Kreuzung mit Eisenbahn (Strecke geradeaus außer Betrieb) |                   | Agatsuma-Linie                     | 1945–                              |
| Strecke · U-Bahn-Strecke nach links (außer Betrieb) |                   | Tone-Straßenbahn                   | Tone-Straßenbahn                   |
| Brücke über Wasserlauf |                   | Tone-gawa                          | Tone-gawa                          |
| Bahnhof | 27,5              | Shikishima (敷島)                  | 1924–                              |
| Verschwenkung von links · Verschwenkung von rechts |                   |                                    |                                    |
| Tunnel · Strecke |                   |                                    |                                    |
| Tunnel · Tunnel |                   |                                    |                                    |
| Verschwenkung nach links · Verschwenkung nach rechts |                   |                                    |                                    |
| Haltepunkt / Haltestelle | 30,5              | Tsukuda (津久田)                   | 1948–                              |
| Brücke über Wasserlauf |                   | Tone-gawa                          | Tone-gawa                          |
| Brücke über Wasserlauf |                   |                                    |                                    |
| Tunnel |                   | Tanashita-Tunnel (699 m)           | Tanashita-Tunnel (699 m)           |
| Brücke über Wasserlauf |                   | Tone-gawa                          | Tone-gawa                          |
| Kreuzung mit U-Bahn (Querstrecke außer Betrieb) |                   | Tone-Straßenbahn                   | Tone-Straßenbahn                   |
| Haltepunkt / Haltestelle | 36,3              | Iwamoto (岩本)                     | 1924–                              |
| Tunnel |                   | Iwamoto-Tunnel (465 m)             | Iwamoto-Tunnel (465 m)             |
| Tunnel |                   | Maehara-Tunnel (362 m)             | Maehara-Tunnel (362 m)             |
| Brücke über Wasserlauf |                   |                                    |                                    |
| Bahnhof | 41,4              | Numata (沼田)                      | 1924–                              |
| Bahnhof | 46,6              | Gokan (後閑)                       | 1926–                              |
| Strecke mit Straßenbrücke |                   | Kan’etsu-Autobahn                  | Kan’etsu-Autobahn                  |
| Tunnel |                   | Mizunoe-Tunnel (175 m)             | Mizunoe-Tunnel (175 m)             |
| Haltepunkt / Haltestelle | 53,7              | Kamimoku (上牧)                    | 1928–                              |
| Tunnel |                   | Kohinata-Tunnel (75 m)             | Kohinata-Tunnel (75 m)             |
| Bahnhof | 59,1              | Minakami (水上)                    | 1928–                              |
| Brücke über Wasserlauf |                   |                                    |                                    |
| Brücke über Wasserlauf |                   |                                    |                                    |
| Brücke über Wasserlauf |                   | Tone-gawa                          | Tone-gawa                          |
| Verschwenkung von links · Verschwenkung von rechts |                   |                                    |                                    |
| Strecke · Tunnelanfang |                   |                                    |                                    |
| Bahnhof · Bahnhof (im Tunnel) | 62,7              | Yubiso (湯檜曽)                    | 1931–                              |
| Tunnelanfang · Strecke (im Tunnel) |                   |                                    |                                    |
| Strecke nach halblinks (im Tunnel) · Strecke nach halblinks (im Tunnel) |                   | 1. Yubiso-Tunnel (1753 m)          | 1. Yubiso-Tunnel (1753 m)          |
| Strecke von links und Tunnelende · Strecke von rechts (im Tunnel) · Strecke von halbrechts (im Tunnel) · Strecke von halbrechts (im Tunnel) |                   |                                    |                                    |
| Strecke · Tunnelende · Strecke (im Tunnel) · Strecke (im Tunnel) |                   | 2. Yubiso-Tunnel (422 m)           | 2. Yubiso-Tunnel (422 m)           |
| Strecke nach links und Tunnelanfang · Kreuzung mit Tunnelstrecke · Strecke nach rechts (im Tunnel) · Strecke (im Tunnel) |                   |                                    |                                    |
| Strecke · Strecke nach halbrechts (im Tunnel) |                   | Shin-Shimizu-Tunnel (13.490 m)     | Shin-Shimizu-Tunnel (13.490 m)     |
| Tunnel · Strecke von halblinks (im Tunnel) |                   | 3. Yubiso-Tunnel (946 m)           | 3. Yubiso-Tunnel (946 m)           |
| Tunnel · Strecke (im Tunnel) |                   | 4. Yubiso-Tunnel (1540 m)          | 4. Yubiso-Tunnel (1540 m)          |
| Bahnhof · Bahnhof (im Tunnel) | 69,3              | Doai (土合)                        | 1936–                              |
| Tunnelanfang · Strecke (im Tunnel) |                   | Shimizu-Tunnel (9702 m)            | Shimizu-Tunnel (9702 m)            |
| ehemalige Blockstelle (im Tunnel) · Strecke (im Tunnel) |                   | Ausweiche Shigerukura              | 1943–1984                          |
| Tunnelende · Tunnelende |                   |                                    |                                    |
| |                   |                                    |                                    |
| Strecke mit Straßenbrücke |                   | Kan’etsu-Autobahn                  | Kan’etsu-Autobahn                  |
| Haltepunkt / Haltestelle | 80,1              | Tsuchitaru (土樽)                  | 1933–                              |
| Abzweig geradeaus und nach halblinks |                   |                                    |                                    |
| Tunnelanfang · Strecke nach halblinks und von halbrechts (im Tunnel) |                   | Shinmatsukawa-Tunnel (3130 m)      | Shinmatsukawa-Tunnel (3130 m)      |
| Strecke geradeaus (im Tunnel) · Strecke von halbrechts (im Tunnel) |                   | 1. Matsukawa-Tunnel (1762 m)       | 1. Matsukawa-Tunnel (1762 m)       |
| Strecke von links (im Tunnel) · Kreuzung mit Tunnelstrecke (im Tunnel) · Strecke von rechts (im Tunnel) · Strecke (im Tunnel) |                   | 2. Matsukawa-Tunnel (1642 m)       | 2. Matsukawa-Tunnel (1642 m)       |
| Strecke (im Tunnel) · Strecke (im Tunnel) · Tunnelende · Strecke (im Tunnel) |                   |                                    |                                    |
| Tunnelende · Strecke nach links (im Tunnel) · Strecke nach rechts · Strecke nach halbrechts (im Tunnel) |                   |                                    |                                    |
| Strecke nach halblinks · Strecke nach halbrechts, von halblinks und Tunnelende |                   |                                    |                                    |
| Abzweig von halblinks und von halbrechts |                   |                                    |                                    |
| Brücke über Wasserlauf |                   | Uono-gawa                          | Uono-gawa                          |
| Strecke mit Straßenbrücke |                   | Kan’etsu-Autobahn                  | Kan’etsu-Autobahn                  |
| Bahnhof | 87,4              | Echigo-Nakazato (越後中里)         | 1931–                              |
| Strecke mit Straßenbrücke |                   | Kan’etsu-Autobahn                  | Kan’etsu-Autobahn                  |
| Haltepunkt / Haltestelle | 91,1              | Iwappara Skiing Ground             | Iwappara Skiing Ground             |
| Strecke · Strecke · Strecke von halblinks (im Tunnel) |                   | (岩原スキー場前)                   | 1933–                              |
| Verschwenkung von rechts · Tunnelende |                   | Jōetsu-Shinkansen                  | 1982–                              |
| | 94,2              | Echigo-Yuzawa (越後湯沢)           | 1925–                              |
| Strecke |                   |                                    |                                    |
| Strecke · Kopfbahnhof Streckenende |                   | Gala-Yuzawa (ガーラ湯)             | Gala-Yuzawa (ガーラ湯)             |
| Tunnel |                   |                                    |                                    |
| Haltepunkt / Haltestelle | 100,6             | Ishiuchi (石打)                    | 1925–                              |
| Haltepunkt / Haltestelle | 104,6             | Ōsawa (大沢)                       | 1949–                              |
| Haltepunkt / Haltestelle | 105,6             | Jōetsu International Skiing Ground | Jōetsu International Skiing Ground |
| Strecke |                   | (上越国際スキー場前)               | 1997–                              |
| Strecke mit Straßenbrücke |                   | Kan’etsu-Autobahn                  | Kan’etsu-Autobahn                  |
| Bahnhof | 107,9             | Shiozawa (塩沢)                    | 1923–                              |
| Bahnhof | 111,8             | Muikamachi (六日町)                | 1923–                              |
| Abzweig geradeaus und nach links |                   | Hokuhoku-Linie                     | 1997–                              |
| Strecke mit Straßenbrücke |                   | Kan’etsu-Autobahn                  | Kan’etsu-Autobahn                  |
| Bahnhof | 118,4             | Itsukamachi (五日町)               | 1923–                              |
| Strecke · Strecke von halblinks |                   | Jōetsu-Shinkansen                  | 1982–                              |
| | 123,9             | Urasa (浦佐)                       | 1923–                              |
| Haltepunkt / Haltestelle | 127,0             | Yairo (八色)                       | 1965–                              |
| Tunnel |                   | Fukuyama-Tunnel (1325 m)           | Fukuyama-Tunnel (1325 m)           |
| Bahnhof | 132,2             | Koide (小出)                       | 1923–                              |
| Abzweig geradeaus und nach rechts |                   | Tadami-Linie                       | 1942–                              |
| Haltepunkt / Haltestelle | 134,7             | Echigo-Horinouchi                  | Echigo-Horinouchi                  |
| Strecke |                   | (越後堀之内)                       | 1922–                              |
| Brücke über Wasserlauf |                   | Tagawa                             | Tagawa                             |
| Haltepunkt / Haltestelle | 138,1             | Kita-Horinouchi (北堀之内)         | 1950–                              |
| Tunnel |                   | Wanatsu-Tunnel (720 m)             | Wanatsu-Tunnel (720 m)             |
| Brücke über Wasserlauf |                   | Uono-gawa                          | Uono-gawa                          |
| Kreuzung geradeaus unten |                   | Jōetsu-Shinkansen                  | 1982–                              |
| Tunnel |                   | Nakayama-Tunnel (1165 m)           | Nakayama-Tunnel (1165 m)           |
| Abzweig geradeaus und von links |                   | Iiyama-Linie                       | 1927–                              |
| Bahnhof | 142,8             | Echigo-Kawaguchi (越後川口)        | 1921–                              |
| Tunnel |                   | Ushigashima-Tunnel (432 m)         | Ushigashima-Tunnel (432 m)         |
| Verschwenkung von links · Verschwenkung von rechts |                   |                                    |                                    |
| Tunnel · Strecke |                   |                                    |                                    |
| Verschwenkung nach links · Verschwenkung nach rechts |                   |                                    |                                    |
| Haltepunkt / Haltestelle | 149,4             | Ojiya (小千谷)                     | 1920–                              |
| Tunnel |                   | Enokitōge-Tunnel (641 m)           | Enokitōge-Tunnel (641 m)           |
| Haltepunkt / Haltestelle | 156,6             | Echigo-Takiya (越後滝谷)           | 1920–                              |
| Abzweig geradeaus und von links |                   | Shin’etsu-Hauptlinie               | 1898–                              |
| Bahnhof | 162,6             | Miyauchi (宮内)                    | 1898–                              |

Die Jōetsu-Linie (jap. 上越線 Jōetsu-sen) ist eine Eisenbahnstrecke auf der japanischen Insel Honshū, die von der Bahngesellschaft JR East betrieben wird. Sie durchquert das Mikuni-Gebirge und verbindet Takasaki in der Präfektur Saitama mit Nagaoka in der Präfektur Niigata. Ebenso stellt diese Gebirgsbahn eine Verbindung zwischen der Kantō-Ebene und der Küste des Japanischen Meeres her. Der Name setzt sich aus den jeweils ersten Kanji-Schriftzeichen der früheren Provinzen Kōzuke (上野国) und Echigo (越後国) zusammen.

## Streckenbeschreibung
Die 162,6 km lange Strecke ist in Kapspur (1067 mm) verlegt und mit 1500 V Gleichspannung elektrifiziert. Sie bedient 35 Bahnhöfe, die zulässige Höchstgeschwindigkeit beträgt 120 km/h und die maximale Neigung 20 Promille. Ihr südlicher Ausgangspunkt ist der Bahnhof Takasaki, wo sie an die Takasaki-Linie in Richtung Tokio anschließt und wo auf mehrere andere Linien umgestiegen werden kann. Die Strecke verläuft bis Shibukawa durch weitgehend flaches Terrain im äußersten Norden der Kantō-Ebene. In Shin-Maebashi zweigt die Ryōmō-Linie ab, in Shibukawa die Agatsuma-Linie. Züge dieser beiden Linien benutzen in der Regel die Jōetsu-Linie mit und verkehren ebenfalls bis oder ab Takasaki. Nach der ersten Überquerung des Flusses Tone nördlich von Shibukawa verengt sich das Tal zusehends und auch die Neigung erhöht sich allmählich.
Ab Minakami am Oberlauf des Tone kann die Jōetsu-Linie als Gebirgsbahn bezeichnet werden, denn auf beiden Talseiten ragen die steilen Hänge des Mikuni-Gebirges auf. Südöstlich des Bergs Tanigawa-dake teilt sich die Strecke in zwei eingleisige Streckenäste auf. Züge in nördlicher Richtung befahren den 13.490 m langen Shin-Shimizu-Tunnel an der Wasserscheide zwischen Pazifischem Ozean und Japanischem Meer, während südwärts fahrende Züge die ältere Streckenführung mit einem Kehrtunnel und dem 9702 m langen Shimizu-Tunnel nutzen. Ein besonderes Ausflugsziel ist der Bahnhof Doai, dessen unterer Teil tief im Shin-Shimizu-Tunnel liegt. In Tsuchitaru im oberen Uono-Tal vereinigten sich beide Streckenäste wieder, trennen sich aber wenig später erneut. Der jüngere Streckenteil führt nordwärts durch den Shinmatsukawa-Tunnel (3130 m), der ältere südwärts durch einen weiteren Kehrtunnel. Beide vereinigen sich kurz vor Echigo-Nakazato wieder. Im touristisch bedeutungsvollen Bahnhof Echigo-Yuzawa kann zur Jōetsu-Shinkansen umgestiegen werden. Hier beginnt auch die kurze Gala-Yuzawa-Linie zum Wintersportgebiet Gala-Yuzawa, die zwar an die Schnellfahrstrecke angebunden ist, verfahrensrechtlich aber zur Jōetsu-Linie gezählt wird.
Wenige Kilometer nach Echigo-Yuzawa wird die Streckenführung zunehmend flacher und geradliniger. Die Jōetsu-Linie verläuft entlang der flachen Talsohle des Uono und passiert Muikamachi, den Ausgangspunkt der Hokuhoku-Linie. Im Bahnhof Urasa trifft sie ein weiters Mal auf die Schnellfahrstrecke. In Koide besteht Anschluss an die Tadami-Linie, in Echigo-Kawaguchi an die Iiyama-Linie. Nach der Mündung des Uono in den Shinano wird die weitläufige Echigo-Ebene erreicht. Die Strecke endet im Bahnhof Miyauchi, wo sie in die nach Niigata führende Shin’etsu-Hauptlinie übergeht.

## Zugangebot
Überwiegend parallel zur Jōetsu-Linie verläuft die Schnellfahrstrecke Jōetsu-Shinkansen, weshalb der Fernverkehr seit 1982 weitestgehend auf dieser abgewickelt wird. Der einzige verbliebene Schnellzug ist der Kusatsu, der den Bahnhof Ueno in Tokio mit Takasaki, Shibukawa und Naganohara-Kusatsuguchi an der Agatsuma-Linie verbindet. Dessen Angebot ist touristisch ausgerichtet und beschränkt sich auf drei Zugpaare täglich.
Die Bevölkerungsdichte entlang der Jōetsu-Linie ist je nach durchfahrener Region sehr unterschiedlich, weshalb das Angebot im Nahverkehr entsprechend ausgerichtet ist. Es gibt keine Züge, welche die gesamte Strecke befahren; stattdessen besteht im Bahnhof Minakami eine strikte betriebliche Zweiteilung. Am dichtesten ist das Angebot auf der Südseite. Zwischen Takasaki und Shin-Maebashi ist der Nahverkehr der Jōetsu-Linie in jenen der Takasaki-Linie und der Ryōmō-Linie integriert, was etwa fünf bis sieben Zügen stündlich entspricht. Drei bis vier Züge je Stunde steuern den Bahnhof Maebashi an, ein bis zwei je Stunde den Bahnhof Minakami. Darüber hinaus wird ein Zug je Stunde in Shibukawa zur Agatsuma-Linie durchgebunden.
Zwar ist Miyauchi die nominelle Endstation im Norden, alle Züge fahren jedoch vom benachbarten Bahnhof Nagaoka an der Shin’etsu-Hauptlinie ab. Die Zahl der angebotenen Züge nimmt ab, je weiter man sich von Miyauchi entfernt. Zwischenendstationen sind Echigo-Kawaguchi, Echigo-Yuzawa und Echigo-Nakazato. Auf dem Gebirgsbahnabschnitt zwischen Echigo-Nakazato und Minakami beschränkt sich das Angebot auf fünf Zugpaare täglich.
Zu den regulären Zügen kommen zu bestimmten Jahreszeiten verschiedene touristische Ausflugszüge hinzu. Ansonsten ist die Jōetsu-Linie vor allem für den Schienengüterverkehr von großer Bedeutung. Täglich verkehren mindestens neun Güterzüge von Tokio über Niigata nach Akita und zurück. Diese sind üblicherweise nachts unterwegs, doch seit 2009 bietet JR Freight auch tagsüber Fahrten an. Außerdem wird die Jōetsu-Linie dazu verwendet, neue Triebfahrzeuge aus dem Werk Niitsu des Schienenfahrzeugherstellers J-TREC bei Niigata in die Region Kantō zu überführen.

## Bilder

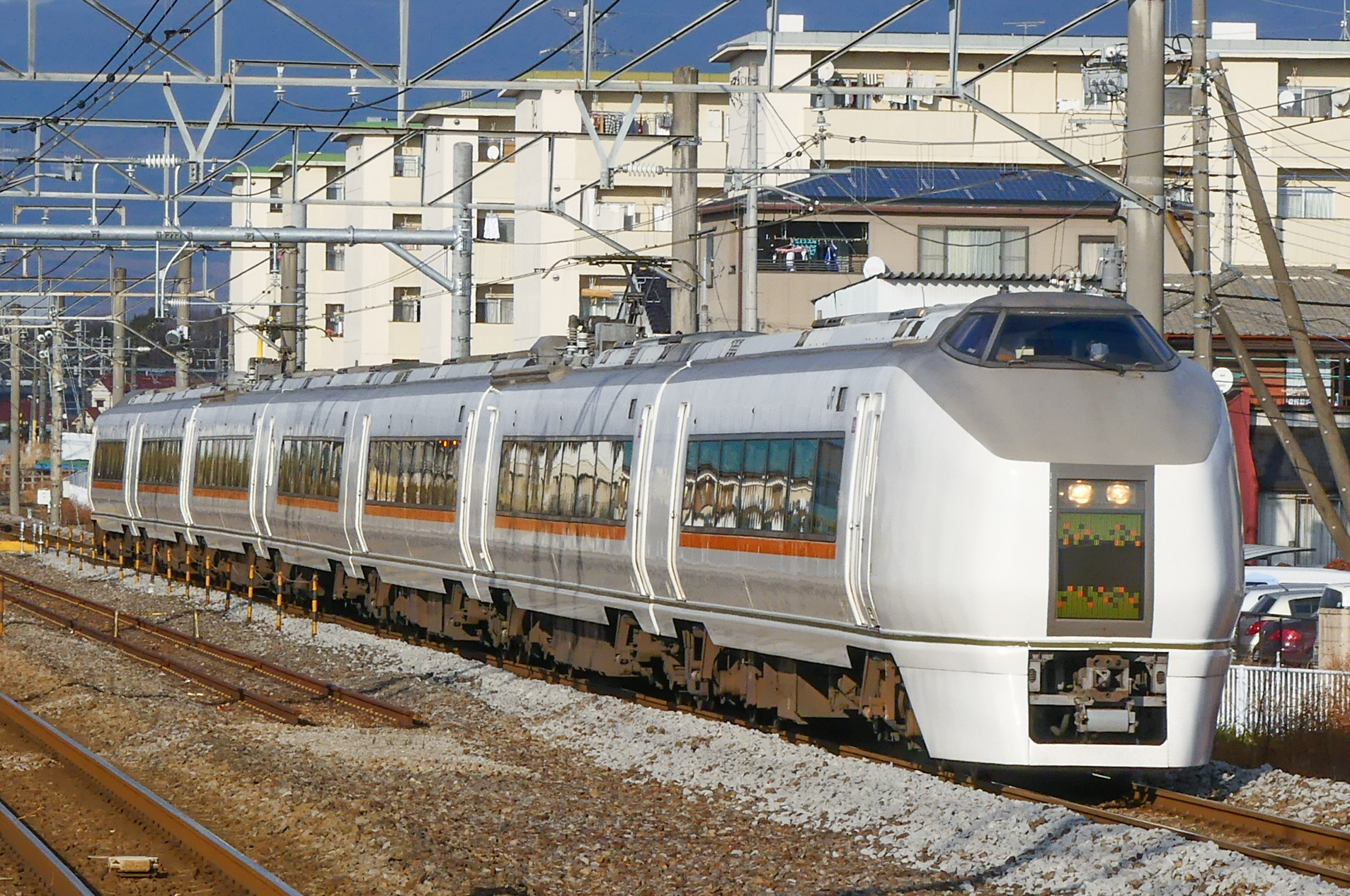
Triebzug der Baureihe 651 in Ino
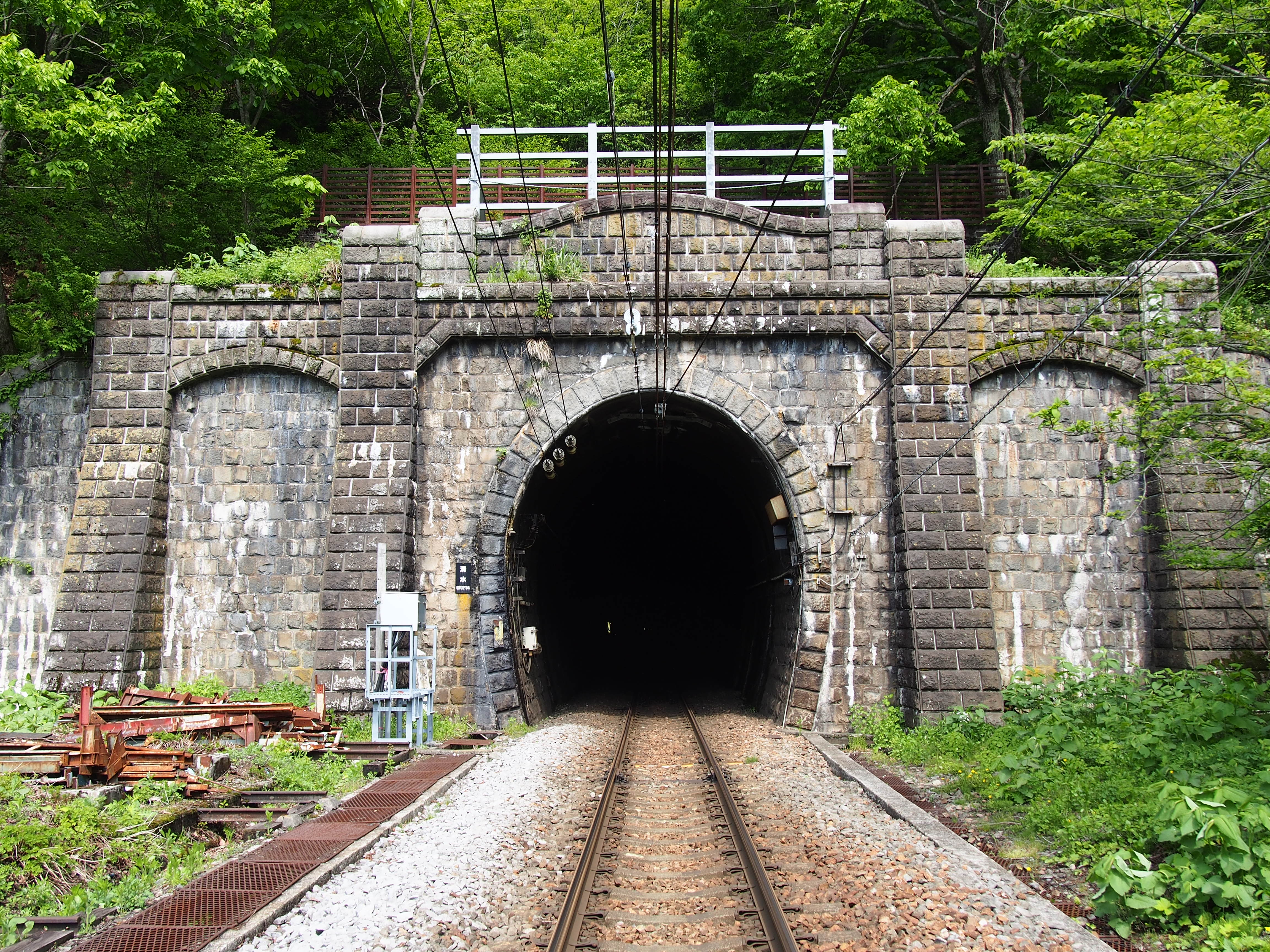
Shimizu-Tunnel
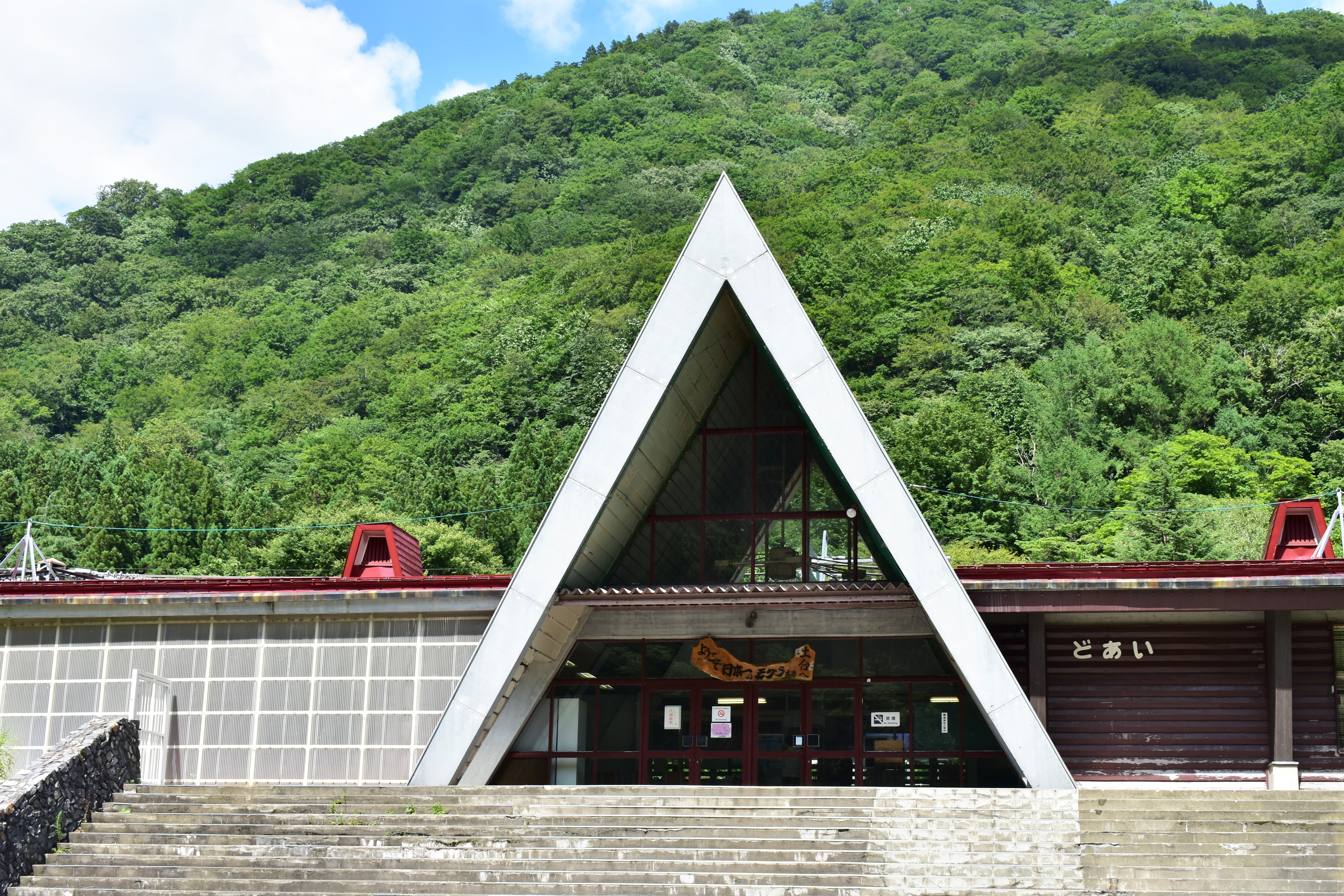
Bahnhof Doai
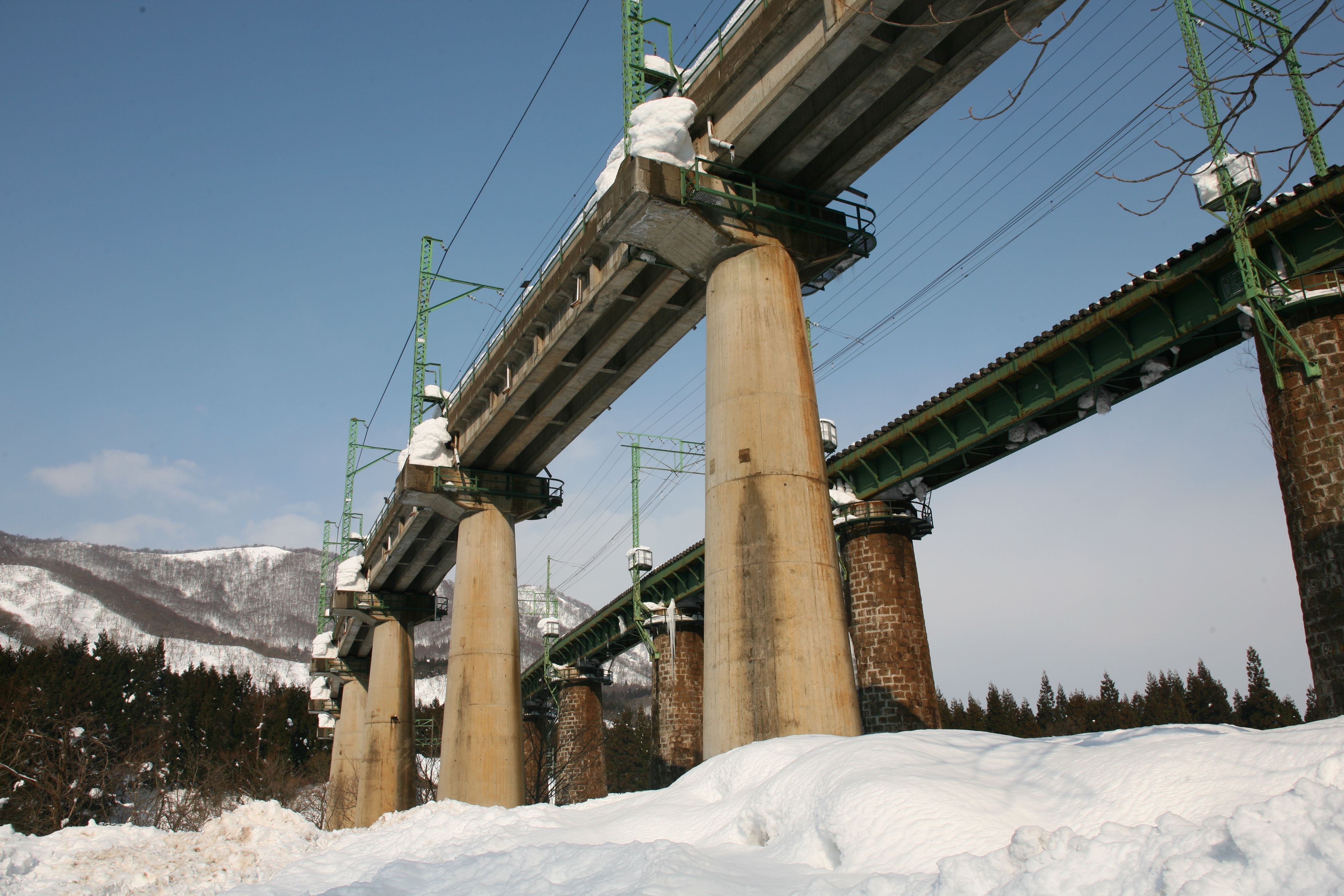
Kedozawa-Brücke
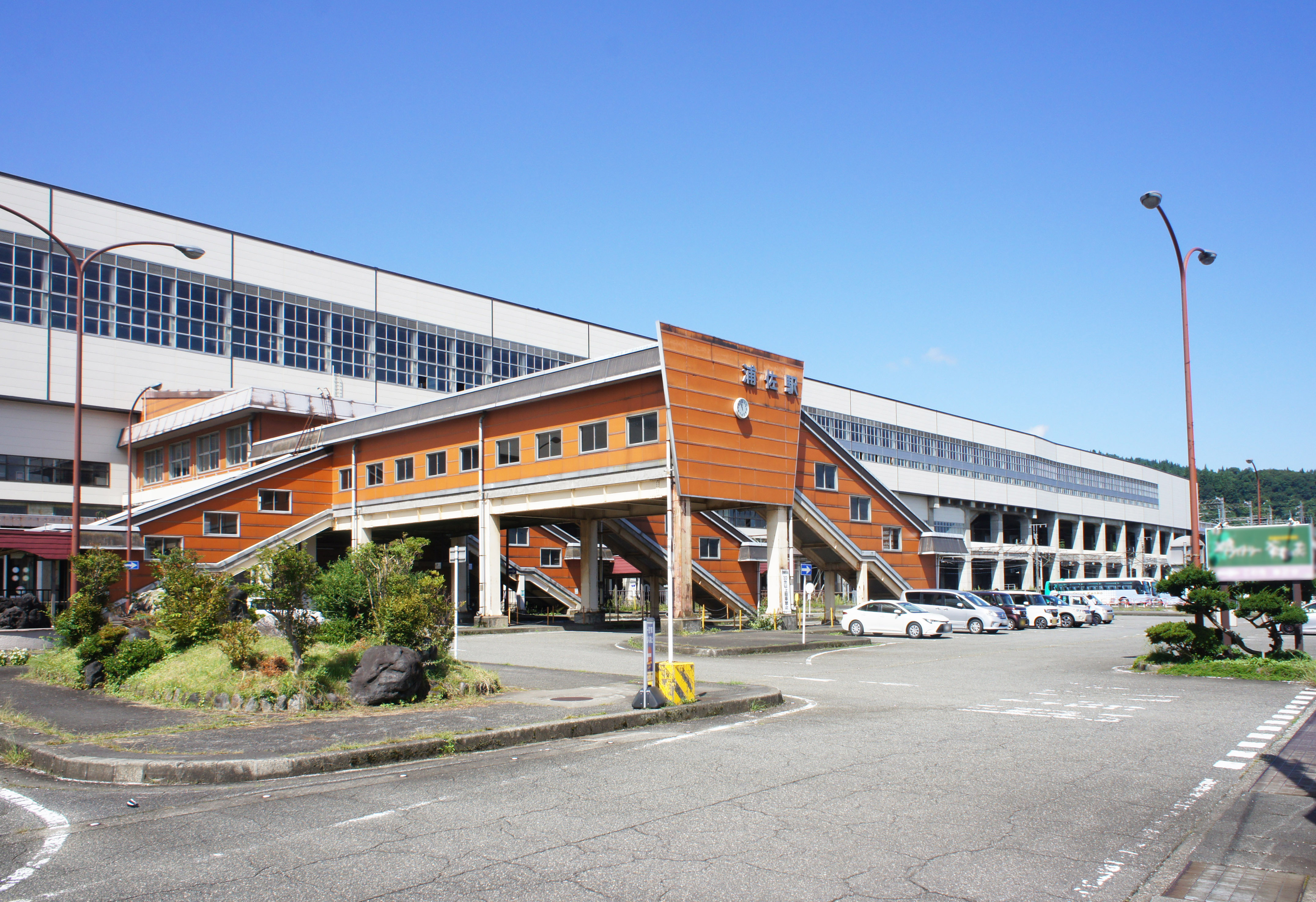
Bahnhof Urasa

## Geschichte

### Mehrere gescheiterte Anläufe
Jahrzehntelang mussten Fahrgäste und Güter zwischen Tokio und Niigata einen weiten Umweg machen, um zur jeweils anderen Stadt zu gelangen: entweder über die Shin’etsu-Hauptlinie oder über die Ban’etsu-Westlinie. Bereits 1872 schlug Hachisuka Mochiaki den Bau einer direkten Süd-Nord-Verbindung durch das Mikuni-Gebirge vor. Mit britischer Unterstützung ließ die Regierung daraufhin eine mögliche Route über den Mikuni-Pass vermessen, verfolgte die Idee aber letztlich nicht weiter. Die Nippon Tetsudō, Japans erste private Bahngesellschaft, baute den südlichsten Abschnitt von Takasaki über Shin-Maebashi nach Maebashi und betrieb diesen ab 20. August 1884 als Teil der Ryōmō-Linie (1906 verstaatlicht). 1888 bildete sich ein Unterstützungskomitee, das einen detaillierten Plan für eine Bahnverbindung zwischen Maebashi und Nagaoka ausarbeitete. Doch zwei Jahre später wies die Regierung das Projekt zurück.
Das Unterstützungskomitee verstärkte daraufhin seine Bemühungen und überarbeitete sein Projekt. Es sammelte über 20.000 Unterschriften und sicherte sich die Unterstützung der Gouverneure der Präfekturen Gunma und Niigata. Auch diese Bemühungen waren vergeblich, denn die Regierung lehnte es im August 1891 erneut ab, die Strecke zu bauen. Nach der Nachricht, dass der Bau der Transsibirischen Eisenbahn begonnen hatte, wurden jedoch die Pläne unter dem Gesichtspunkt der nationalen Verteidigung überarbeitet und erneut eingereicht. Das im Juni 1892 vom Japanischen Reichstag verabschiedete Eisenbahnbaugesetz enthielt im Anhang auch die Jōetsu-Linie. Bei den parlamentarischen Beratungen des dazu gehörenden Ausführungsgesetzes im Jahr 1894 wurde sie aber wegen der hohen Kosten, der technischen Schwierigkeiten und ihrer Lage in einer schneereichen Gegend abgelehnt. Da der Bau durch den Staat nun nicht mehr zu erwarten war, entstand im Juni 1895 eine private Bahngesellschaft, die im Juli 1896 eine vorläufige Genehmigung erhielt. Der Erste Japanisch-Chinesische Krieg erhöhte die veranschlagten Kosten um das Dreifache, was die Mittelbeschaffung massiv erschwerte. Aufgrund interner Differenzen löste sich das Unternehmen im April 1901 auf.
Als Reaktion auf das Eisenbahnverstaatlichungsgesetz begann sich der Bürgermeister von Tsuchitaru (heute zu Yuzawa gehörend) 1907 erneut für den Bau der Jōetsu-Linie einzusetzen und appellierte an verschiedenen Stellen, dass sie für die Entwicklung der lokalen Wirtschaft dringend notwendig sei. Seine Bemühungen hatten mehrere Gesetzesvorschläge im Parlament zur Folge, die zunächst zu keinem Ergebnis führten. Die stark zunehmende Güterverkehr während des Ersten Weltkriegs zeigte jedoch die begrenzte Kapazität der Shin’etsu-Hauptlinie auf. Als 1917 zusätzlich die Ban’etsu-Westlinie wegen eines Tunneleinsturzes monatelang nicht passierbar war, führte dies zu weiteren Engpässen. Als Reaktion auf diese Ereignisse entsandte das Eisenbahnamt eine Gruppe von Vermessern, während das im Februar 1918 revidierte Eisenbahnbaugesetz erneut die Jōetsu-Linie als auszuführende Strecke enthielt.

### Bau und Betrieb
Ein Jahr später begann das Eisenbahnministerium von zwei Seiten her mit den Bauarbeiten. Die in Shin-Maebashi beginnende Jōetsu-Südlinie (上越南線 Jōetsu-nansen) reichte am 1. Juli 1921 bis Shibukawa (bei gleichzeitigem Doppelspurausbau zwischen Takasaki und Shin-Maebashi), am 31. März 1924 bis Numata, am 20. November 1926 bis Gokan und am 30. Oktober 1928 bis Minakami. Von Miyauchi aus erreichte die Jōetsu-Nordlinie (上越北線 Jōetsu-hokusen) am 1. November 1920 Ojiya, am 5. August 1921 Echigo-Kawaguchi, am 1. August 1922 Echigo-Horinouchi, am 1. September 1923 Urasa, am 18. November 1923 Shiozawa und am 1. November 1925 Echigo-Yuzawa.
Die Vermessungsarbeiten am zentralen Teilstück mit dem Scheiteltunnel und zwei Kehrtunneln am Tanigawa-dake hatten im Juni 1919 begonnen und dauerten bis Ende 1921, der eigentliche Strecken- und Tunnelbau begann im August 1922. Der Durchschlag des 9702 m langen Shimizu-Tunnels geschah im Dezember 1929. Die Eröffnung des noch fehlenden Teilstücks zwischen Minakami und Echigo-Yuzawa erfolgte am 1. September 1931, womit die nun so bezeichnete und von Anfang an elektrisch betriebene Jōetsu-Linie durchgehend befahrbar war. Das seit 1884 bestehende Teilstück Takasaki–Shin-Maebashi ging am selben Tag nominell von der Ryōmō- an die Jōetsu-Linie über. Zwischen Tokio und Niigata verkürzte sich die Reise um 98 Kilometer bzw. um etwa vier Stunden. Heftige Regenfälle am 25. September 1935 unterspülten das Gleisbett zwischen Minakami und Kaminoku an mehreren Stellen, ebenso blockierten Erdrutsche beide Portale des Shimizu-Tunnels; die Strecke war daraufhin mehrere Wochen lang unterbrochen.

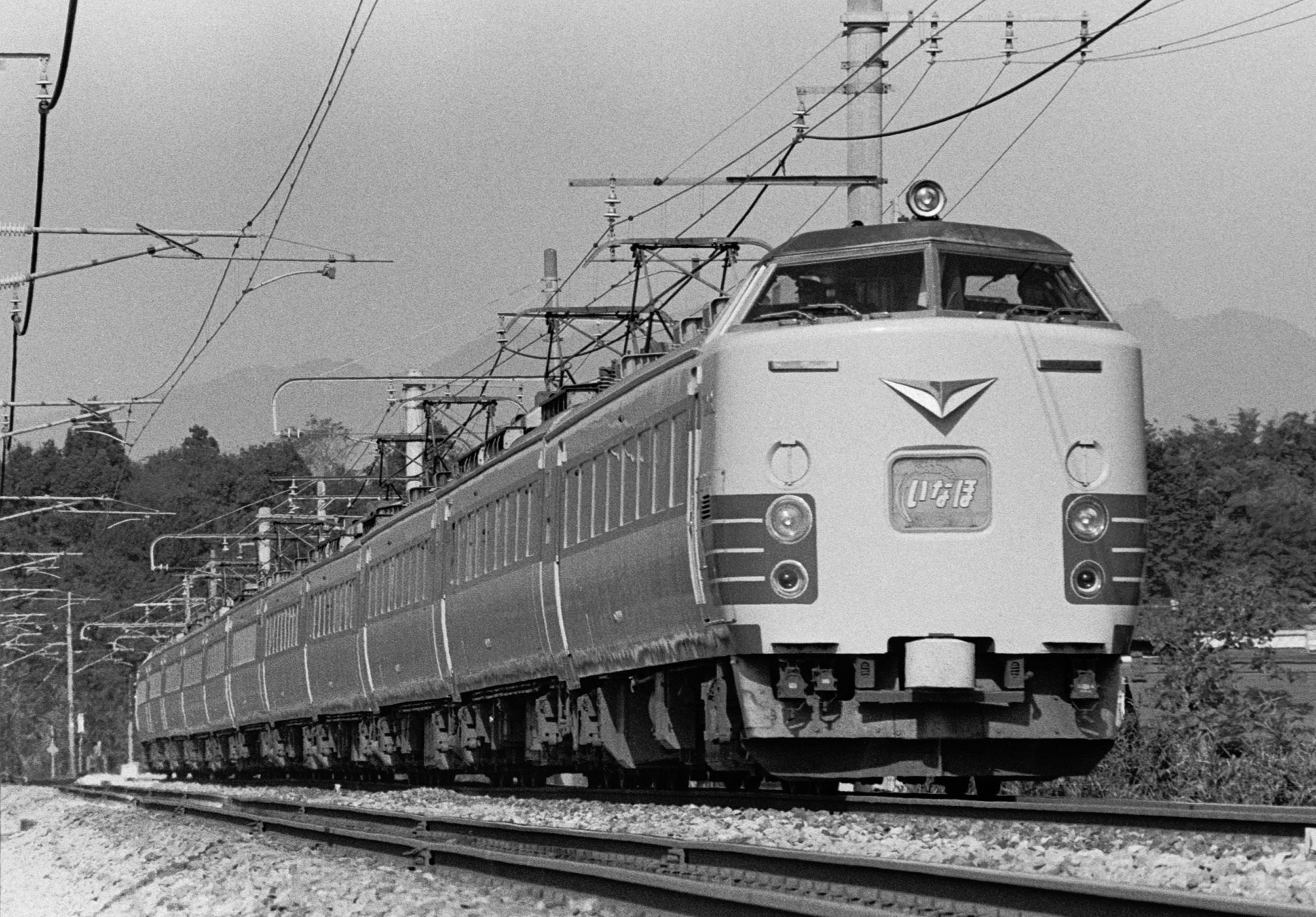
Schnellzug Inaho bei Shibukawa (1982)

Das Wirtschaftswachstum der Nachkriegszeit führte zu einem Anstieg des Verkehrsaufkommens nach Niigata, weshalb die Japanische Staatsbahn die Jōetsu-Linie zweigleisig ausbaute. Dies geschah ab 1961 in 30 kurzen Etappen von jeweils wenigen Kilometern Länge. Den Abschluss machte dabei der 13.490 m lange Shin-Shimizu-Tunnel zwischen Minakami und Tsuchitaru, der am 28. September 1967 nach vierjähriger Bauzeit in Betrieb ging. Die Eröffnung der Jōetsu-Shinkansen am 15. November 1982 hatte zur Folge, dass sich die Hauptlast des Fernverkehrs zwischen Tokio und Niigata auf die neue Schnellfahrstrecke verlagerte und die alte Jōetsu-Linie nun hauptsächlich dem Regional- und Güterverkehr diente. Im Rahmen der Staatsbahnprivatisierung ging die Strecke am 1. April 1987 in den Besitz der neuen Gesellschaft JR East über, während JR Freight nun für den Güterverkehr zuständig war.
Das Chūetsu-Erdbeben am 23. Oktober 2004 verursachte eine mehrwöchige Sperrung des Abschnitts Minakami–Miyauchi, die Wiederherstellungsarbeiten zogen sich bis zum 27. Dezember hin. Zu einer weiteren Streckensperrung zwischen Minakami und Miyauchi kam es nach heftigen Regenfällen am 28. Juli 2011; sie dauerte bis zum 13. August.

## Liste der Bahnhöfe
| Name                                                    | km    | Anschlusslinien | Lage   | Ort          | Präfektur |
| ------------------------------------------------------- | ----- | --- | ------ | ------------ | --------- |
| Takasaki (高崎)                                         | 000,0 | Hokuriku-Shinkansen Jōetsu-Shinkansen Hachikō-Linie Jōshin-Linie Shin’etsu-Hauptlinie Shōnan-Shinjuku-Linie Takasaki-Linie | Koord. | Takasaki     | Gunma     |
| Takasakitonyamachi (高崎問屋町)                         | 002,8 | | Koord. | Takasaki     | Gunma     |
| Ino (井野)                                              | 004,0 | | Koord. | Takasaki     | Gunma     |
| Shin-Maebashi (新前橋)                                  | 007,3 | Ryōmō-Linie | Koord. | Maebashi     | Gunma     |
| Gumma-Sōja (群馬総社)                                   | 012,1 | | Koord. | Maebashi     | Gunma     |
| Yagihara (八木原)                                       | 017,7 | | Koord. | Shibukawa    | Gunma     |
| Shibukawa (渋川)                                        | 021,1 | Agatsuma-Linie | Koord. | Shibukawa    | Gunma     |
| Shikishima (敷島)                                       | 027,5 | | Koord. | Shibukawa    | Gunma     |
| Tsukuda (津久田)                                        | 030,5 | | Koord. | Shibukawa    | Gunma     |
| Iwamoto (岩本)                                          | 036,3 | | Koord. | Numata       | Gunma     |
| Numata (沼田)                                           | 041,3 | | Koord. | Numata       | Gunma     |
| Gokan (後閑)                                            | 046,5 | | Koord. | Minakami     | Gunma     |
| Kamimoku (上牧)                                         | 053,6 | | Koord. | Minakami     | Gunma     |
| Minakami (水上)                                         | 059,0 | | Koord. | Minakami     | Gunma     |
| Yubiso (湯檜曽)                                         | 062,7 | | Koord. | Minakami     | Gunma     |
| Doai (土合)                                             | 069,3 | | Koord. | Minakami     | Gunma     |
| Tsuchitaru (土樽)                                       | 080,1 | | Koord. | Yuzawa       | Niigata   |
| Echigo-Nakazato (越後中里)                              | 087,4 | | Koord. | Yuzawa       | Niigata   |
| Iwappara Skiing Ground (岩原スキー場前)                 | 091,1 | | Koord. | Yuzawa       | Niigata   |
| Echigo-Yuzawa (越後湯沢)                                | 094,2 | Jōetsu-Shinkansen Gala-Yuzawa-Linie                                                                                        | Koord. | Yuzawa       | Niigata   |
| Ishiuchi (石打)                                         | 100,6 | | Koord. | Minamiuonuma | Niigata   |
| Ōsawa (大沢)                                            | 104,6 | | Koord. | Minamiuonuma | Niigata   |
| Jōetsu International Skiing Ground (上越国際スキー場前) | 105,6 | | Koord. | Minamiuonuma | Niigata   |
| Shiozawa (塩沢)                                         | 107,9 | | Koord. | Minamiuonuma | Niigata   |
| Muikamachi (六日町)                                     | 111,8 | Hokuhuko-Linie | Koord. | Minamiuonuma | Niigata   |
| Itsukamachi (五日町)                                    | 118,4 | | Koord. | Minamiuonuma | Niigata   |
| Urasa (浦佐)                                            | 123,9 | Jōetsu-Shinkansen | Koord. | Minamiuonuma | Niigata   |
| Yairo (八色)                                            | 127,0 | | Koord. | Minamiuonuma | Niigata   |
| Koide (小出)                                            | 132,2 | Tadami-Linie | Koord. | Uonuma       | Niigata   |
| Echigo-Horinouchi (越後堀之内)                          | 134,7 | | Koord. | Uonuma       | Niigata   |
| Kita-Horinouchi (北堀之内)                              | 138,1 | | Koord. | Uonuma       | Niigata   |
| Echigo-Kawaguchi (越後川口)                             | 142,8 | Iiyama-Linie | Koord. | Nagaoka      | Niigata   |
| Ojiya (小千谷)                                          | 149,4 | | Koord. | Ojiya        | Niigata   |
| Echigo-Takiya (越後滝谷)                                | 156,6 | | Koord. | Nagaoka      | Niigata   |
| Miyauchi (宮内)                                         | 162,6 | Shin’etsu-Hauptlinie | Koord. | Nagaoka      | Niigata   |